# 杨岐
杨岐（1941年—），汉族，中华人民共和国政治人物、第十一届全国政协委员。
担任十一届全国政协常务委员、中国核动力研究设计院名誉院长。2008年，当选第十一届全国政协常务委员，代表无党派人士，分入第十五组。并担任人口资源环境委员会专委。